# Censure en Corée du Sud
La censure en Corée du Sud est limitée par des lois protégeant les libertés d'expression et de presse, lesquelles sont généralement respectées par le gouvernement. Selon la loi sur la sécurité nationale, le gouvernement peut cependant limiter l'expression d'idées incitant ou faisant l'école d'activités anti-étatiques, que les initiatives soient individuelles ou de groupes. Il est également interdit de lire les publications provenant de Corée du Nord.

## Censure des médias japonais

### Période d'après-Seconde Guerre mondiale
Les premières lois sud-coréennes de censure furent créées après la fin de l'occupation japonaise. Elles visaient à empêcher l'importation et la distribution de médias venant de l'ancienne puissance occupante, la raison énoncée étant de protéger la culture coréenne originale. Les premières actions à cette fin furent prises durant l'occupation militaire du sud de la Corée par l'armée américaine ; elles n'eurent cependant pas force de loi, étant bloquées par le droit de véto des États-Unis.

### Première république de Corée du Sud
Dès le 9 août 1948, la première république de Corée nouvellement formée créa la loi punissant les agissements anti-nationaux (hangeul : 반민족행위처벌법, hanja : 反民族行爲處罰法). Celle-ci prit une portée de plus en plus grande durant les décennies qui suivirent, pour finalement être progressivement assouplie à partir des années 1990. Dans son état le plus strict, il était notamment interdit de diffuser des programmes télévisés ou radiophoniques étrangers, voire de distribuer des disques, vidéos ou jeux de l'extérieur du pays. Bien que la loi elle-même ne spécifiait pas explicitement le Japon, elle le visait implicitement.

### Ouverture graduelle
L'assouplissement de la loi fut progressif :
- 1992 : premiers films japonais (quatre) diffusés dans le cadre du festival de films Asie-Pacifique de Séoul. Certains mangas deviennent également disponibles ;
- 1998 : établissement de politiques visant à encadrer légalement l'importation de biens culturels populaires japonais. Les premiers spectacles pour 2 000 spectateurs et moins sont permis ;
- 2000 : abrogation du nombre de places pour les spectacles, vente de jeux (excepté jeux vidéo), diffusion de programmes sportifs et de documentaires ;
- 2004 : tous les films sont désormais autorisés, ainsi que les disques, cassettes ou autres enregistrements ;
- 2010 : première diffusion par voie hertzienne d'un programme télévisuel japonais, « 2010 ソウルドラマアワード », créé spécialement pour la Corée par le groupe d'idoles SKB48 (apparenté à AKB48).

## Censure d'internet

### Contexte
Bien que la Corée du Sud possède un réseau internet haute-vitesse très développé, les Coréens eux-mêmes n'ont pas un accès libre à internet. Le gouvernement agit notamment à l'encontre de matériel sensible lié aux élections ainsi que sur un vaste nombre de sites jugés subversifs ou socialement nuisibles,. L'OpenNet Initiative classe la censure internet en Corée du sud comme endémique dans les secteurs des conflits et de la sécurité, sélective à propos de thèmes sociaux, et n'a pas trouvé de traces de filtrages pour les thèmes politiques. Néanmoins, selon la loi de sécurité nationale, il est toujours possible d'emprisonner des citoyens de façon arbitraire, notamment dans le cadre des manifestations de 2008 contre l'importation de bœuf des États-Unis, où un adolescent fut détenu sous prétexte d'avoir « répandu de fausses rumeurs ».

### Régulation gouvernementale
Selon la loi des télécommunications des affaires, trois agences gouvernementales ont la responsabilité de surveiller l'internet. Une d'entre elles, la Commission de sûreté internet de Corée (KISCOM), ordonne aux fournisseurs d'accès le blocage de sites liés aux contenus suivants: « communication subversive », « matériel nuisible aux mineurs », « cyber-diffamation », « violence sexuelle », « cyber-harcèlement » et « pornographie et nudité ». Plus de 50 000 publications furent bloquées ou retirées en 2011.

#### Historique
Les tentatives du gouvernement pour contrôler l'information sur Internet se manifestèrent par des changements législatifs successifs.
- 12 mars 2004: La première modification s'appliqua à la loi sur les élections publiques (hangeul: 공직선거법). En prévision des élections de la 18e législature sud-coréenne, le gouvernement introduit des dispositions visant à enrayer les abus dus à l'anonymat en ce qui concerne la participation aux campagnes électorales.
- Juillet 2007: Une nouvelle loi exigea de tous les babillards internet accueillant en moyenne plus de 300 000 visiteurs quotidiennement de confirmer l'identité des utilisateurs publiant du contenu. Par exemple, un commentaire sur un article ou l'enregistrement sur le site nécessitait de fournir des preuves de son identité. Les étrangers y furent également soumis, ceux-ci devant envoyer une copie de leur passeport. Les portails coréens majeurs tels Daum, Naver, Nate et Yahoo! Corée du Sud se soumirent à la réglementation, alors que YouTube (Google) préféra simplement suspendre la fonction de commentaires sur son site[5].
- 28 janvier 2009: La loi précédente de juillet 2007 fut étendue à tous les sites accueillant plus de 100 000 visiteurs quotidiennement, sans égard à leur nature. Le contrôle de l'identité relevait des webmestres.
- 23 août 2012: En réponse à des inquiétudes par rapport à la liberté d'expression et au droit à la vie privée, la loi de juillet 2007 fut déboutée en cour constitutionnelle.

#### Politique
La liberté de critiquer les politiques gouvernementales, les politiciens et l'armée est autorisée dans la mesure où elle n'est pas considérée comme de la « cyber-diffamation » ou un « danger pour la sécurité nationale ».
En mai 2002, la Commission de sûreté internet de Corée a provoqué la fermeture d'un site anti-conscription en déclarant que celui-ci « niait la légitimité » de l'armée sud-coréenne. La marine sud-coréenne accusa également un activiste au criminel pour avoir critiqué un projet controversé de construction d'une base navale.
Le gouvernement agit également de façon très ciblée contre les internautes de toutes classes. Il força également la suppression du compte Twitter d'un utilisateur lançant des jurons au président, et également congédia un juge qui aurait écrit de façon critique à propos des politiques de censure d'internet. En 2010, le bureau du premier ministre a également déjà autorisé la surveillance de citoyens ayant ridiculisé le président Lee Myung-bak dans une satire.
Le contrôle de l'information se répercute aussi dans les élections. En 2007, de nombreux blogueurs furent censurés ou arrêtés pour avoir critiqué - ou soutenu - certains candidats à la présidence.

## Censure médiatique
Certaines créations artistiques font occasionnellement l'objet de blocages de la part de différents paliers gouvernementaux. Lors du festival du film de Busan de 2014, la présentation d'un documentaire nommé Daibingbel (La vérité ne sombrera pas avec le Sewol) traitant du naufrage du traversier Sewol, qui avait causé 304 morts, a fait l'objet d'une demande de retrait de la part du maire de Busan Seo Byeong-soo. Ce dernier était à ce moment aussi chef du comité du festival et exigea le départ du directeur du festival Lee Yong-kuan. Seo Byeong-soo démissionna de son poste en 2016. Le film visait à expliquer la tentative de sauvetage avait eu lieu et indiquait des faiblesses dans la gestion gouvernementale. Le festival fut également menacé de boycott et de retrait d'aides financières pour empêcher la diffusion de certains contenus politiquement sensibles.